# Манн, Томас (актёр)
То́мас Рэ́ндалл Манн-мла́дший (англ. Thomas Randall Mann, Jr.; род. 27 сентября 1991, Портленд, Орегон, США) — американский актёр. Приобрёл популярность после выхода в 2012 году на экраны комедийного фильма «Проект X: Дорвались», в котором сыграл одну из главных ролей.

## Ранние годы
Томас родился 27 сентября 1991 года в Портленде, штат Орегон, что на северо-западе США. Однако когда Томасу исполнилось 2 года, семья переехала в Даллас, штат Техас, где он провел все своё детство и юношество. В 17 лет переехал в Калифорнию, чтобы заняться актёрской карьерой.

## Карьера
В 2007 году Томас исполнил небольшую роль в одном из сезонов телесериала «АйКарли» на канале Nickelodeon. После первого «засвета» на телевидении Томасу предложили ещё одну посредственную роль в комедийном телесериале «Бывает и хуже», что несомненно дало существенный старт в карьере молодого актёра.
В 2010 году он получил приглашение на роль в фильме «Это очень забавная история» (реж. Анна Боден и Райан Флек), который, в свою очередь, приобрёл весьма неплохую популярность в мировом кинопрокате и получил лестные отзывы кинокритиков.
В том же году Томасу поступает предложение пройти прослушивание на одну из главных ролей в фильме «Проект X: Дорвались», но Томас провалил кастинг и вскоре записался на ещё один, но и эта попытка оказалась неудачной. Только лишь после седьмого прослушивания режиссёр назначил Томаса на роль Томаса Каба, которая впоследствии оказала огромное влияние на дальнейшую карьеру актёра. После оглушительного успеха в картине «Проект X: Дорвались» Томас Манн стал очень популярным как у ведущих голливудских режиссёров, так и у обширной зрительской аудитории.
В конце 2011 года Томаса назначают на роль Уэсли Линкольна в фильме Ричарда Лагравенезе «Прекрасные создания», в то же время Томас сыграл роль Бена в картине Томми Вирколы «Охотники на ведьм». Также он завершил съёмки в комедии «Коротышка», в которой он был исполнителем одной из главных ролей.
В 2013 году Томас участвовал в съёмках таких кинокартин, как «Крут как я», выход которой состоялся в конце 2013 года, а также в фильме «Король Дорк», в котором Томас был в главной роли. Релиз последнего пришёлся на 2014 год.

## Фильмография
| Год  |   | Русское название                  | Оригинальное название                  | Роль                       |
| ---- | - | --------------------------------- | -------------------------------------- | -------------------------- |
| 2009 | с | АйКарли                           | iCarly                                 | Джеффри Николс             |
| 2009 | с | Бывает и хуже                     | The Middle                             | Брендан                    |
| 2010 | ф | Это очень забавная история        | It’s Kind of a Funny Story             | Аарон Фицкарральдо         |
| 2012 | ф | Проект X: Дорвались               | Project X                              | Томас Каб                  |
| 2012 | ф | Коротышка                         | Fun Size                               | Рузвельт Леру              |
| 2013 | ф | Охотники на ведьм                 | Hansel & Gretel: Witch Hunters         | Бен                        |
| 2013 | ф | Прекрасные создания               | Beautiful Creatures                    | Уэсли Линкольн             |
| 2013 | ф | Крут как я                        | As Cool As I Am                        | Кенни                      |
| 2014 | ф | Добро пожаловать ко мне           | Welcome to Me                          | Райнер                     |
| 2014 | ф | Память                            | Memoria                                | Алекс                      |
| 2014 | ф | Король Дорк                       | King Dork                              | Том Хендерсон              |
| 2014 | ф | Особо опасна                      | Barely Lethal                          | Роджер Маркус              |
| 2015 | ф | Я, Эрл и умирающая девушка        | Me and Earl and the Dying Girl         | Грег Гейнс                 |
| 2015 | ф | Стэнфордский тюремный эксперимент | The Stanford Prison Experiment         | заключённый 416            |
| 2015 | ф | Студент со связями                | The Preppie Connection                 | Тобиас «Тоби» Хаммел       |
| 2016 | ф | Расцвет бесчувственных ублюдков   | The Heyday of the Insensitive Bastards | Ли                         |
| 2016 | ф | Кровный отец                      | Blood Father                           | Джейсон                    |
| 2016 | ф | Три фрика                         | Some Freaks                            | Мэтт Ледбеттер             |
| 2016 | ф | Разум в огне                      | Brain on Fire                          | Стивен                     |
| 2017 | с | Фарго                             | Fargo                                  | Таддеус Мобли              |
| 2017 | ф | Ужас Амитивилля: Пробуждение      | Amityville: The Awakening              | Терренс                    |
| 2017 | ф | Конг: Остров черепа               | Kong: Skull Island                     | Редж Сливко                |
| 2017 | ф | Положитесь на Пита                | Lean on Pete                           | Лонни                      |
| 2018 | с | Пьяная история                    | Drunk History                          | Уильям Патрик Гитлер       |
| 2018 | ф | Мэн                               | Maine                                  | Лейк                       |
| 2018 | ф | Наш дом                           | Our House                              | Итан                       |
| 2018 | ф | Земля устойчивых привычек         | The Land of Steady Habits              | Престон Хилл               |
| 2019 | ф | Те, кто следует                   | Them That Follow                       | Оги                        |
| 2019 | ф | В погоне за Бонни и Клайдом       | The Highwaymen                         | помощник шерифа Тед Хинтон |
| 2019 | ф | Леди и Бродяга                    | Lady and the Tramp                     | Джим Дир                   |
| 2020 | с | Лунная база 8                     | Moonbase 8                             | Купер                      |
| 2021 | ф | Хэллоуин убивает                  | Halloween Kills                        | юный Фрэнк Хоукинс         |
| 2022 | ф | Колесница                         | Chariot                                | Харрисон Харди             |
| 2021 | ф | Марсель, ракушка в ботинках       | Marcel the Shell with Shoes On         | Марк Бут                   |
| 2022 | ф | Ирония судьбы в Голливуде         | About Fate                             | Гриффин Рид                |
|      | ф |                                   | Butterfly in the Typewriter            | Джон Кеннеди Тул           |